# 努瓦西-吕迪尼翁
努瓦西-吕迪尼翁（法語：Noisy-Rudignon，法語發音：[nwazi ʁydiɲɔ̃] ⓘ）是法国塞纳-马恩省的一个市镇，属于枫丹白露区。

## 地理
努瓦西-吕迪尼翁（48°20'9"N, 2°55'48"E）面积4.16 平方千米，位于法国法蘭西島大區塞纳-马恩省，该省份为法国北部内陆省份，北起瓦兹省，西接埃松省、马恩河谷省、塞纳-圣但尼省和瓦兹河谷省，南至卢瓦雷省，东南接约讷省，东临马恩省和奥布省，东北接埃纳省。
与努瓦西-吕迪尼翁接壤的市镇（或旧市镇、城区）包括：多尔梅勒、埃芒、弗拉日、图里-费罗特、塞纳河畔瓦雷讷、圣雅克城。

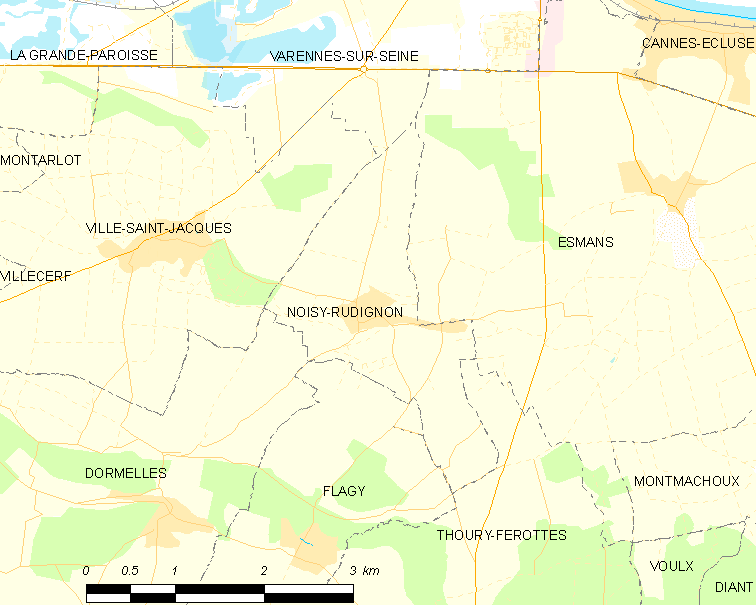
努瓦西-吕迪尼翁的OSM定位图

努瓦西-吕迪尼翁的时区为UTC+01:00、UTC+02:00（夏令时）。

## 行政
努瓦西-吕迪尼翁的邮政编码为77940，INSEE市镇编码为77338。

## 政治
努瓦西-吕迪尼翁所属的省级选区为讷穆尔县。

## 人口

1962-2008年间努瓦西-吕迪尼翁人口变化图示

努瓦西-吕迪尼翁于2022年1月1日时的人口数量为592人。